# Helianthemum grandiflorum
Hélianthème à grandes fleurs
Espèce
Classification phylogénétique
L'Hélianthème à grandes fleurs (Helianthemum grandiflorum) est une espèce de plantes à fleurs de la famille des Cistacées et du genre Helianthemum (Hélianthèmes).

## Description
La couleur de la fleur est jaune vif. Les pétales sont fragiles.

## Taxonomie

### Synonymie
- Helianthemum nummularium subsp. grandiflorum (Scop.) Schinz & Thell. - syn. préféré par la plupart des bases de données (mars 2023).